# Compost d'emmotllament a granel
El compost d'emmotllament a granel (BMC), el compost d'emmotllament a granel o el compost d'emmotllament de massa (DMC), és un material de polímer termoestable reforçat amb fibra de vidre preparat per a emmotllar que s'utilitza principalment en l'emmotllament per compressió, així com en l'emmotllament per injecció i modelat per transferència. Les aplicacions típiques inclouen aplicacions elèctriques exigents, necessitats resistents a la corrosió, electrodomèstics, automoció i trànsit.

## Fabricació
BMC es fabrica barrejant fils (més de 1/8" i menys de 2") de fibres de vidre tallades, estirè, un iniciador i farciment en un mesclador amb una resina termoendurible insaturada (normalment resina de polièster, resina de vinil èster o resina epoxi). La mescla es fa a temperatura ambient i s'emmagatzema a baixes temperatures per alentir el curat abans de l'emmotllament. La concentració de la mescla pot variar segons l'aplicació, però normalment és un 30% de fibres de vidre, un 25% de farciment i un 45% de resina, estirè i iniciador. El material es subministra a granel o en troncs d'aproximadament 4" de diàmetre. Les fibres de vidre de BMC augmenten les propietats de resistència del producte per ser més altes que els productes termoplàstics estàndard. La viscositat de BMC determina amb quina eficàcia pot omplir un motlle. Quan es té una viscositat alta, la pressió aplicada al BMC no és suficient perquè flueixi, i quan té una viscositat baixa, les fibres es quedaran en un lloc mentre la resta del material flueix sense elles. La viscositat limita la quantitat de cada component que es pot utilitzar en barrejar BMC. Tenir una gran quantitat de fibres o fibres més llargues millora les propietats mecàniques però fa que el BMC sigui més viscós. L'addició de farcits pot reduir el cost del BMC o millorar una propietat determinada, però fa que el BMC es torni més viscós. Afegir més estirè redueix la viscositat, però fa que el BMC modelat es torni trencadís. Quan tenen una viscositat òptima per permetre el flux, els components fets amb BMC poden tenir fins a 16 "en la seva dimensió més llarga abans que els components de la mescla comencin a separar-se.